# Recep Berk Elitez
Recep Berk Elitez (* 28. Januar 1992 in İstanbul) ist ein türkischer Fußballspieler, der bei Fenerbahçe İstanbul unter Vertrag steht, aber zurzeit an Bandırmaspor ausgeliehen ist. Er ist ein Mittelstürmer.

## Karriere
Er durchlief die Jugendvereine von Ataköy Denizsporlari, Damlaspor und Fenerbahçe. Seit der Saison 2010/11 gehört er zum Profikader von Fenerbahçe. 
Sein Debüt in der Profimannschaft gab er am 12. Januar 2012 in der 86. Minute in der 3. Runde des türkischen Pokals (Türkiye Kupası) gegen Konya Torku Şekerspor.
Am 13. Januar 2012 gab Fenerbahçe bekannt, dass Elitez bis zum Ende der Saison 2011/12 an Kayseri Erciyesspor ausgeliehen wird. Sein Ligadebüt für Kayseri Erciyesspor gab er am 21. Januar 2012 in der 69. Minute gegen Bucaspor.
Für die Rückrunde der Spielzeit 2012/13 wurde er an den Viertligisten Bayrampaşaspor ausgeliehen.